# Júlio Ribeiro da Costa
Júlio Ribeiro da Costa OL foi um militar, presidente entre 1938 e 1939 e presidente da Assembleia-Geral entre 1939 e 1940 do Sport Lisboa e Benfica.

## Biografia
Capitão do Exército.
Membro da Maçonaria, pertencente à Loja Rebeldia do Grande Oriente Lusitano.
A 19 de Maio de 1984 foi feito Oficial da Ordem da Liberdade.